# Ernonheid
Ernonheid [ɛʁnɔ̃(h)e] (en wallon Ernonhé) est une section de la commune belge d'Aywaille, située en Wallonie dans la province de Liège.
C'était une commune à part entière avant la fusion des communes de 1977.

## Étymologie
Selon le dictionnaire de Grandgagnage, l'étymologie d’Ernonheid serait la suivante : ernon, dérivé du nom d’un personnage nommé Arno (racine que l’on retrouve également dans le lieu-dit Erna Piery, déjà cité dans un record de 1425 de même que Ernonheyd) et heid, dérivé du germain heide qui signifie « bruyère ».
L'origine de Faweux est Fawe, mot wallon tombé en désuétude qui signifie « hêtre » (faweux = « hêtraie » - dictionnaire wallon de Jean Haust).
Pouhon dérive de pouxher, pouher, mot wallon qui veut dire « puiser » (il y existe une source d'eau minérale).
Quant à La Levée, il s'agirait d'une très ancienne chaussée comme en témoigne le docteur L. Thiry dans La Porallée - Miraculeuse Dieu et Saint-Pierre d'Aywaille.

## Géographie
Situé en bordure de la Nationale 30, à une dizaine de kilomètres d'Aywaille, à 3 kilomètres de Werbomont et à 7 kilomètres de Ferrières, Ernonheid était, jusqu'à la fusion des communes, l'une des plus petites communes de Belgique.
Depuis le 1er janvier 1977, il est rattaché à l'entité d'Aywaille dont il occupe l'extrême sud.
Aujourd’hui intégré à l'arrondissement de Liège, il dépendait jusqu’en 1976, de l'arrondissement de Huy-Waremme.

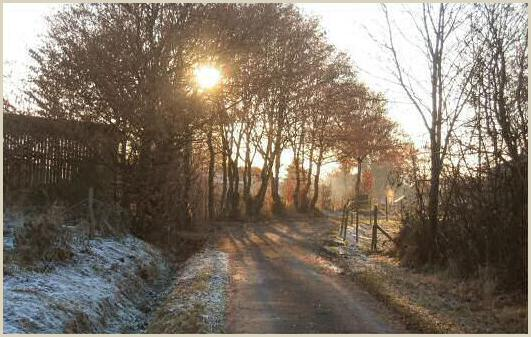
Paysage d'Ernonheid.

Avec ses trois hameaux Faweux, Pouhon et La Levée, il s’étend en Ardenne liégeoise sur 430 hectares (5/100 du territoire de l’entité) de forêts, de taillis, de pâtures et de quelques rares parcelles cultivées.

## Démographie
- Sources:INS, Rem:1831 jusqu'en 1970=recensements, 1976= nombre d'habitants au 31 décembre

## Histoire
UN PEU D’HISTOIRE
Le petit tableau ci-dessous retrace, en quelques lignes, quelques faits marquants de l’histoire du village dont on peut retrouver des traces écrites :
- Période romaine : 57 av. J.-C. - 450 ap. J.-C. - Selon le Docteur Thiry, une chaussée qui reliait Havelange à My, croise au Faweux, « la voie des Liégeois » ;
- Période bourguignonne : 1384 à 1482 - Début de l’industrie du fer dans la vallée des Pouhons ;
- Période autrichienne : 1482 à 1555 - Industrie du fer à Pouhon. Construction de la Chapelle Ste-Anne en 1524 ;
- Période espagnole : 1555 à 1713 - Construction de la Chapelle d’Ernonheid en 1666 qui deviendra église en 1739 ;
- Période française : 1794 à 1815 - Impôt sur les ruches - barrière à péage (octroi) à Ernonheid (Barrière de Bosson) en 1808 ;
- Période hollandaise : 1815 à 1830 - Projet de réunion des communes de Ferrières, Werbomont et Ernonheid proposé par le Commissaire royal ;
- Sous Léopold Ier : 1831 - 1865 - Construction de l'école communale. En 1840 : première restauration de l'église ;
- Sous Léopold II : 1865 - 1909 - La malle-poste Aywaille-Manhay passe à Ernonheid ;
- Sous Albert Ier : 1909 - 1934 - En 1914, le village est incendié et un civil est pendu - En 1922 : deuxième restauration de l'église - 1924 : téléphone public à Ernonheid (dans un café) ;
- Sous Léopold III : 1934 - 1950 - Électrification du village en 1947 ;
- Sous Baudouin Ier : 1950 - 1994 - Installation de l'eau alimentaire en 1966.